# Isle of Man TT 1951
De Isle of Man TT 1951 was de derde race van het wereldkampioenschap wegrace-seizoen 1951. De races werden verreden van 4 t/m 8 juni 1951 op de Snaefell Mountain Course, een stratencircuit op het eiland Man. In de TT kwamen de 125cc-, de 250cc-, de 350cc- en de 500cc-klasse aan de start.

## Algemeen
De TT van Man begon onder een slecht gesternte. Op 6 mei had het team van Mondial twee van haar fabrieksrijders verloren: Guido Leoni en Raffaele Alberti verongelukten tijdens een Italiaanse kampioensrace in Ferrara. Tijdens de trainingen op 29 mei verongelukte Leonard Bolshaw bij de 32e mijlpaal en op 31 mei verongelukte John O’Driscoll bij de 33e mijlpaal. Tijdens de Junior TT op 4 juni verongelukte John Wenman in de omgeving Rhencullen Hill/Bishopscourt. Op dezelfde dag verongelukte Doug Parris tijdens de Clubmans Junior TT bij the Bungalow en op 8 juni verongelukte Chris Horn tijdens de Senior TT bij Laurel Bank. John Simister, die samen met zijn broer Peter had ingeschreven, verongelukte al op 28 mei tijdens een niet-officiële training op een van de binnenwegen van het circuit, toen Peter met machinepech was gestrand en John hem wilde gaan helpen.

## Hoofdraces

### Senior TT
MV Agusta had Les Graham weggekocht bij AJS en als enige vertegenwoordiger naar de TT van Man gestuurd. In de Senior TT viel hij echter uit. Gilera had niemand afgevaardigd en dat maakte de weg vrij voor Geoff Duke, die de race niet alleen van start tot finish leidde maar opnieuw het ronderecord en het racerecord brak. Bill Doran, Grahams vervanger bij AJS, werd tweede, maar had ruim vijf minuten meer nodig.
| Pos | Coureur             | Merk      | Tijd      | Punten |
| --- | ------------------- | --------- | --------- | ------ |
| 1   | Geoff Duke          | Norton    | 2:48"56'8 | 8      |
| 2   | Bill Doran          | AJS       | 2:53"19'2 | 6      |
| 3   | Cromie McCandless   | Norton    | 2:55"27'0 | 4      |
| 4   | Tommy McEwan        | Norton    | 3:02"26'6 | 3      |
| 5   | Manliff Barrington  | Norton    | 3:04"03'4 | 2      |
| 6   | Ashley Len Parry    | Norton    | 3:04"30'2 | 1      |
| 7   | Eric Briggs         | Norton    | 3:05"04'6 |        |
| 8   | Albert Moule        | Norton    | 3:07"20'0 |        |
| 9   | Len Perry           | Norton    | 3:07"26'0 |        |
| 10  | Les Dear            | Norton    | 3:08"22'4 |        |
| 11  | G. Newman           | Norton    | 3:08"41'2 |        |
| 12  | E.R. Evans          | Norton    | 3:10"05'0 |        |
| 13  | Dennis Lashmar      | Norton    | 3:10"28'0 |        |
| 14  | Tommy Wood          | Norton    | 3:14"14'8 |        |
| 15  | R.F. Walker         | Velocette | 3:14"25'2 |        |
| 16  | S. Franklen         | AJS       | 3:14"37'8 |        |
| 17  | S. Anderton         | Norton    | 3:15"17'2 |        |
| 18  | C. Gray             | AJS       | 3:15"23'2 |        |
| 19  | G.L. Paterson       | AJS       | 3:16"02'4 |        |
| 20  | Svend-Aage Sørensen | Norton    | 3:16"21'0 |        |
| 21  | Roland Pike         | BSA       | 3:16"30'4 |        |
| 28  | Ray Amm             | Norton    | 3:22"05'0 |        |

| Coureur        | Merk      | Oorzaak |
| -------------- | --------- | ------- |
| Ken Kavanagh   | Norton    |         |
| Johnny Lockett | Norton    |         |
| Les Graham     | MV Agusta |         |
| Reg Armstrong  | AJS       |         |
| Chris Horn     | Norton    | Val (†) |

| Coureur           | Merk       |
| ----------------- | ---------- |
| Alfredo Milani    | Gilera     |
| Umberto Masetti   | Gilera     |
| Nello Pagani      | Gilera     |
| Fergus Anderson   | Moto Guzzi |
| Enrico Lorenzetti | Moto Guzzi |
| Carlo Bandirola   | MV Agusta  |
| Sante Geminiani   | Moto Guzzi |
| Arciso Artesiani  | MV Agusta  |
| Roger Montané     | Norton     |
| Jack Brett        | Norton     |
| Bruno Ruffo       | Moto Guzzi |
| Benoît Musy       | Moto Guzzi |
| Willy Lips        | Norton     |
| Ernesto Vidal     | Norton     |

#### Top tien tussenstand 500cc-klasse
| Pos | Coureur           | Merk       | Ptn |
| --- | ----------------- | ---------- | --- |
| 1   | Fergus Anderson   | Moto Guzzi | 8   |
| 1   | Umberto Masetti   | Gilera     | 8   |
| 1   | Geoff Duke        | Norton     | 8   |
| 4   | Reg Armstrong     | AJS        | 6   |
| 4   | Tommy Wood        | Norton     | 6   |
| 4   | Bill Doran        | AJS        | 6   |
| 7   | Carlo Bandirola   | MV Agusta  | 5   |
| 8   | Arciso Artesiani  | MV Agusta  | 4   |
| 8   | Enrico Lorenzetti | Moto Guzzi | 4   |
| 8   | Cromie McCandless | Norton     | 4   |

### Junior TT
Ook de Junior TT werd een prooi voor Geoff Duke, die de eerste coureur werd die in deze klasse een ronde boven de 90 mijl per uur reed en in de tweede ronde een recordsnelheid van 91,38 mph neerzette. AJS en Velocette kwamen er niet aan te pas, want de tweede en de derde plaats gingen ook naar Norton: de privérijders Johnny Lockett en Jack Brett.
| Pos | Coureur            | Merk      | Tijd      | Punten |
| --- | ------------------ | --------- | --------- | ------ |
| 1   | Geoff Duke         | Norton    | 2:56"17'6 | 8      |
| 2   | Johnny Lockett     | Norton    | 2:59"35'0 | 6      |
| 3   | Jack Brett         | Norton    | 3:00"24'4 | 4      |
| 4   | Mick Featherstone  | AJS       | 3:03"35'8 | 3      |
| 5   | Bill Lomas         | Velocette | 3:04"05'6 | 2      |
| 6   | Bob Foster         | Velocette | 3:04"51'6 | 1      |
| 7   | Cromie McCandless  | Norton    | 3:05"31'0 |        |
| 8   | Rod Coleman        | AJS       | 3:05"53'4 |        |
| 9   | Ray Amm            | Norton    | 3:06"01'8 |        |
| 10  | Les Graham         | Velocette | 3:06"21'0 |        |
| 11  | Tommy McEwan       | Norton    | 3:07"28'6 |        |
| 12  | Syd Lawton         | AJS       | 3:08"37'2 |        |
| 13  | Tony McAlpine      | AJS       | 3:09"07'4 |        |
| 14  | George Brown       | AJS       | 3:09"22'4 |        |
| 15  | Bill Petch         | AJS       | 3:09"35'6 |        |
| 16  | G.L. Paterson      | AJS       | 3:12"06'6 |        |
| 17  | Manliff Barrington | Norton    | 3:12"09'4 |        |
| 18  | Ken Mudford        | AJS       | 3:13"37'4 |        |
| 19  | Syd Barnett        | AJS       | 3:12"55'0 |        |
| 20  | F.C. Hawken        | AJS       | 3:13"37'0 |        |
| 23  | Reg Armstrong      | AJS       | 3:14"54'0 |        |
| 31  | Tommy Wood         | Velocette | 3:18"06'0 |        |

| Coureur        | Merk      | Oorzaak |
| -------------- | --------- | ------- |
| Ken Kavanagh   | Norton    |         |
| Bill Doran     | AJS       |         |
| Cecil Sandford | Velocette |         |
| Roland Pike    | AJS       |         |
| John Wenman    | Norton    | Val (†) |

| Coureur             | Merk       |
| ------------------- | ---------- |
| John Grace          | Norton     |
| Leonhard Faßl       | AJS        |
| Jack Raffeld        | Velocette  |
| Paul Fuhrer         | Velocette  |
| Fernando Aranda     | Moto Guzzi |
| Bob Matthews        | Velocette  |
| Sid Mason           | Velocette  |
| Simon Sandys-Winsch | Velocette  |

#### Top tien tussenstand 350cc-klasse
| Pos | Coureur           | Merk       | Ptn |
| --- | ----------------- | ---------- | --- |
| 1   | Les Graham        | Velocette  | 14  |
| 2   | Tommy Wood        | Velocette  | 8   |
| 2   | Geoff Duke        | Norton     | 8   |
| 4   | Cecil Sandford    | Velocette  | 6   |
| 4   | Johnny Lockett    | Norton     | 6   |
| 6   | Reg Armstrong     | AJS        | 4   |
| 6   | Bill Petch        | AJS        | 4   |
| 6   | Jack Brett        | Norton     | 4   |
| 9   | Fernando Aranda   | Moto Guzzi | 3   |
| 9   | Paul Fuhrer       | Velocette  | 3   |
| 9   | Mick Featherstone | AJS        | 3   |

### Ligthweight TT
Hoewel Velocette haar fabrieksteam had opgeheven, had men Arthur Wheeler voorzien van een nieuwe 250cc-racer met een dubbele bovenliggende nokkenas. Het mocht niet baten tegen de overmacht van Moto Guzzi, dat Tommy Wood (waarschijnlijk vanwege zijn circuitkennis) een Moto Guzzi Gambalunghino had gegeven. Wood won ook, op korte afstand gevolgd door Dario Ambrosini met de Benelli. Ambrosini kon zich dat wel veroorloven, want hij bleef op een ruime voorsprong in de 250cc-stand staan. Fergus Anderson reed de snelste ronde met zijn Gambalunghino, maar viel in de derde ronde stil met motorproblemen.
| Pos | Coureur             | Merk         | Tijd      | Punten |
| --- | ------------------- | ------------ | --------- | ------ |
| 1   | Tommy Wood          | Moto Guzzi   | 1:51"15'8 | 8      |
| 2   | Dario Ambrosini     | Benelli      | 1:51"24'2 | 6      |
| 3   | Enrico Lorenzetti   | Moto Guzzi   | 1:55"00'0 | 4      |
| 4   | Wilf Hutt           | Moto Guzzi   | 1:57"48'8 | 3      |
| 5   | Arthur Wheeler      | Velocette    | 2:00"39'0 | 2      |
| 6   | Fron Purslow        | Norton       | 2:02"28'4 | 1      |
| 7   | Svend Aage Sørensen | Excelsior    | 2:07"44'8 |        |
| 8   | Frank Cope          | AJS          | 2:09"22'0 |        |
| 9   | Arnold W. Jones     | Excelsior    | 2:12"40'8 |        |
| 10  | Harold Hartley      | Rudge        | 2:13"20'0 |        |
| 11  | W. Evans            | AJS          | 2:13"46'6 |        |
| 12  | B.E. Keys           | Keys Special | 2:15"12'8 |        |
| 13  | H.W. Billington     | Moto Guzzi   | 2:15"56'4 |        |
| 14  | H. Harrison         | OK Supreme   | 2:30"17'8 |        |
| 15  | J.J. Sparrow        | Excelsior    | 2:37"15'0 |        |

| Coureur         | Merk          |
| --------------- | ------------- |
| Harry Hinton    | Norton        |
| Fergus Anderson | Moto Guzzi    |
| Len Bayliss     | Elbee Special |
| Roland Pike     | Rudge         |

| Coureur         | Merk       |
| --------------- | ---------- |
| Benoît Musy     | Moto Guzzi |
| Werner Gerber   | Moto Guzzi |
| Bill Lomas      | Velocette  |
| Cecil Sandford  | Velocette  |
| Douglas Beasley | Velocette  |
| Maurice Cann    | Moto Guzzi |
| Norman Blemings | Excelsior  |
| Alano Montanari | Moto Guzzi |
| Bruno Francisci | Moto Guzzi |
| Bruno Ruffo     | Moto Guzzi |
| Gianni Leoni    | Moto Guzzi |
| Guido Paciocca  | Moto Guzzi |
| Nino Grieco     | Parilla    |

#### Top tien tussenstand 250cc-klasse
| Pos | Coureur           | Merk       | Ptn |
| --- | ----------------- | ---------- | --- |
| 1   | Dario Ambrosini   | Benelli    | 14  |
| 2   | Tommy Wood        | Moto Guzzi | 8   |
| 3   | Bruno Ruffo       | Moto Guzzi | 6   |
| 4   | Gianni Leoni      | Moto Guzzi | 4   |
| 4   | Enrico Lorenzetti | Moto Guzzi | 4   |
| 6   | Wilf Hutt         | Moto Guzzi | 3   |
| 6   | Benoît Musy       | Moto Guzzi | 3   |
| 8   | Cecil Sandford    | Velocette  | 2   |
| 8   | Arthur Wheeler    | Velocette  | 2   |
| 10  | Nino Grieco       | Parilla    | 1   |
| 10  | Fron Purslow      | Norton     | 1   |

### Ultra-Lightweight TT
Na de mislukking van de 125cc-race in de Ulster Grand Prix van 1950, waar slechts drie deelnemers verschenen, was het een gewaagde stap om de Ultra-Lightweight TT in te voeren, maar het werd een succes. Er waren achttien deelnemers, waarvan er slechts twee uitvielen. Daar was uitgerekend Les Graham bij, die door MV Agusta als enige was ingeschreven omdat hij het circuit kende. Mondial had Cromie McCandless ingehuurd, die een racegemiddelde van 74,85 mijl per uur haalde. Zijn teamgenoten Carlo Ubbiali en Gianni Leoni werden tweede en derde.
| Pos | Coureur           | Merk              | Tijd      | Punten |
| --- | ----------------- | ----------------- | --------- | ------ |
| 1   | Cromie McCandless |                   | 1:00"30'0 | 8      |
| 2   | Carlo Ubbiali     | Mondial           | 1:00"52'4 | 6      |
| 3   | Gianni Leoni      | Mondial           | 1:03"19'8 | 4      |
| 4   | Nello Pagani      | Mondial           | 1:04"36'6 | 3      |
| 5   | Juan Soler Bultó  | Montesa           | 1:11"21'0 | 2      |
| 6   | José Maria Llobet | Montesa           | 1:14"01'4 | 1      |
| 7   | Eric Hardy        | DOT               | 1:18"16'2 |        |
| 8   | Howard Grindley   | DMW               | 1:19"34'6 |        |
| 9   | Leslie Caldecutt  | BSA               | 1:20"19'0 |        |
| 10  | R C Holton        | Pankhurst Special | 1:20"24'6 |        |
| 11  | Chris Horn        | DOT               | 1:23"10'4 |        |
| 12  | G. Newman         | DOT               | 1:25"01'8 |        |
| 13  | Charlie Salt      | BSA               | 1:25"15'4 |        |
| 14  | W.G. Dehany       | Royal Enfield     | 1:26"48'4 |        |
| 15  | A.W. Jones        | Anelay-DMW        | 1:33"16'8 |        |

| Coureur    | Merk      | Oorzaak |
| ---------- | --------- | ------- |
| Les Graham | MV Agusta |         |

| Coureur               | Merk      | Oorzaak |
| --------------------- | --------- | ------- |
| José Antonio Elizalde | Montesa   |         |
| Emilio Mendogni       | Morini    |         |
| Franco Bertoni        | MV Agusta |         |
| Giuseppe Matucci      | MV Agusta |         |
| Guido Leoni           | Mondial   | †       |
| Otello Spadoni        | Mondial   |         |
| Raffaele Alberti      | Mondial   | †       |
| Romolo Ferri          | Mondial   |         |
| Vittorio Zanzi        | Morini    |         |

#### Top tien tussenstand 125cc-klasse
| Pos | Coureur               | Merk    | Ptn |
| --- | --------------------- | ------- | --- |
| 1   | Carlo Ubbiali         | Mondial | 12  |
| 2   | Guido Leoni (†)       | Mondial | 8   |
| 2   | Cromie McCandless     | Mondial | 8   |
| 4   | Juan Soler Bultó      | Montesa | 4   |
| 4   | Gianni Leoni          | Mondial | 4   |
| 4   | Vittorio Zanzi        | Morini  | 4   |
| 7   | Raffaele Alberti (†)  | Mondial | 3   |
| 7   | Nello Pagani          | Mondial | 3   |
| 9   | José Antonio Elizalde | Montesa | 1   |
| 9   | José Maria Llobet     | Montesa | 1   |

## Overige races
| Pos | Coureur         | Merk      | Tijd      |
| --- | --------------- | --------- | --------- |
| 1   | Ken Arber       | Triumph   | 1:53"37'6 |
| 2   | I.B. Wickstead  | Triumph   | 1:53"57'6 |
| 3   | G.J. Draper     | Triumph   | 1:55"17'0 |
| 4   | R.W.C. Ritchie  | Norton    | 1:55"33'2 |
| 5   | Harry Plews     | Norton    | 1:55"36'3 |
| 6   | Jack Wood       | Norton    | 1:56"53'0 |
| 7   | R.A. Rowbottom  | Matchless | 1:57"48'6 |
| 8   | W.R. Oldfield   | Triumph   | 1:58"20'0 |
| 9   | D.C. Birrell    | Triumph   | 1:59"12'0 |
| 10  | J.N.P. Wright   | BSA       | 1:59"24'0 |
| 11  | T.W. Swarbrick  | BSA       | 1:59"48'2 |
| 12  | W.A. Harding    | Norton    | 2:00"32'2 |
| 13  | R. Yates        | Norton    | 2:00"46'2 |
| 14  | A.W. Dobbs      | Matchless | 2:01"09'6 |
| 15  | G.D. Alcock     | Norton    | 2:01"32'6 |
| 16  | G.N. Camfield   | Norton    | 2:02"02'0 |
| 17  | F. Fletcher     | Norton    | 2:02"48'0 |
| 18  | P.J. Price      | Norton    | 2:03"01'2 |
| 19  | A.C. Whitehouse | Norton    | 2:03"05'4 |
| 20  | G.A. Gadd       | Norton    | 2:03"31'0 |

| Coureur      | Merk    |
| ------------ | ------- |
| Frank Perris | Triumph |

| Pos | Coureur       | Merk      | Tijd      |
| --- | ------------- | --------- | --------- |
| 1   | Brian Purslow | BSA       | 2:00"10'0 |
| 2   | G.E. Read     | Norton    | 2:00"56'6 |
| 3   | G.J. Draper   | Norton    | 2:01"10'8 |
| 4   | D.N. Bradshaw | Norton    | 2:01"33'2 |
| 5   | Derek Farrant | BSA       | 2:01"48'4 |
| 6   | P. Carr       | Norton    | 2:02"42'0 |
| 7   | S.T. Cooper   | Douglas   | 2:04"56'8 |
| 8   | J.W. Moore    | BSA       | 2:05"18'4 |
| 9   | C.E. Staley   | BSA       | 2:05"32'2 |
| 10  | D.K. Morley   | BSA       | 2:05"53'0 |
| 11  | P.B. Davis    | BSA       | 2:05"54'6 |
| 12  | S.T. Seston   | BSA       | 2:05"56'0 |
| 13  | C.H. Fisher   | BSA       | 2:06"13'0 |
| 14  | H.A. Nash     | BSA       | 2:06"50'0 |
| 15  | J.H.T Harris  | BSA       | 2:07"12'6 |
| 16  | P. Beaney     | Norton    | 2:07"31'0 |
| 17  | B.J. Smith    | BSA       | 2:07"52'0 |
| 18  | J.F. Beaney   | BSA       | 2:08"01'0 |
| 19  | D.E. Bell     | Matchless | 2:08"13'0 |
| 20  | L. Dunham     | AJS       | 2:08"14'0 |

| Coureur     | Merk    | Oorzaak |
| ----------- | ------- | ------- |
| Doug Parris | Douglas | Val (†) |

1907 · 1908 · 1909 · 1910 · 1911 · 1912 · 1913 · 1914 · Eerste Wereldoorlog · 1920 · 1921 · 1922 · 1923 · 1924 · 1925 · 1926 · 1927 · 1928 · 1929 · 1930 · 1931 · 1932 · 1933 · 1934 · 1935 · 1936 · 1937 · 1938 · 1939 · Tweede Wereldoorlog · 1947 · 1948 · 1949 · 1950 ·1951 · 1952 · 1953 · 1954 · 1955 · 1956 · 1957 · 1958 · 1959 · 1960 · 1961 · 1962 · 1963 · 1964 · 1965 · 1966 · 1967 · 1968 · 1969 · 1970 · 1971 · 1972 · 1973 · 1974 · 1975 · 1976 · 1977 · 1978 · 1979 · 1980 · 1981 · 1982 · 1983 · 1984 · 1985 · 1986 · 1987 · 1988 · 1989 · 1990 · 1991 · 1992 · 1993 · 1994 · 1995 · 1996 · 1997 · 1998 · 1999 · 2000 · 2002 · 2003 · 2004 · 2005 · 2006 · 2007 · 2008 · 2009 · 2010 · 2011 · 2012 · 2013 · 2014